# Kei Ikeda
Kei Ikeda (japanisch 池田 圭 Ikeda Kei; * 20. Oktober 1986 in der Präfektur Chiba) ist ein ehemaliger japanischer Fußballspieler.

## Karriere
Ikeda erlernte das Fußballspielen in der Universitätsmannschaft der Ryūtsū-Keizai-Universität. Seinen ersten Vertrag unterschrieb er 2009 bei Sagan Tosu. Der Verein spielte in der zweithöchsten Liga des Landes, der J1 League. 2011 wurde er mit dem Verein Vizemeister der J2 League und stieg in die J1 League auf. Für den Verein absolvierte er 224 Ligaspiele. 2019 wechselte er auf Leihbasis nach Malaysia. Hier schoss er sich FELDA United an. Der Verein aus Jengka spielte in der höchsten Liga des Landes, der Malaysia Super League.